# Gerri
Gerri è una serie televisiva italiana del 2025 diretta da Giuseppe Bonito, scritta da Donatella Diamanti e Sofia Assirelli, e ispirata ai romanzi di Giorgia Lepore.

## Trama
Gregorio Esposito, detto Gerri, è un ispettore di origini rom che risolve casi in Puglia. Gerri esercita un grande fascino sulle donne, ma è anche un uomo inquieto con un passato doloroso che deve ancora elaborare.

## Episodi
| Stagione       | Episodi | Prima TV |
| -------------- | ------- | -------- |
| Prima stagione | 4       | 2025     |

## Personaggi e interpreti
- Gregorio "Gerri" Esposito, interpretato da Giulio Beranek. È il protagonista, poliziotto rom di origini Sinti... il suo vero nome è Goran - quando, da bambino, la madre lo ha abbandonato …
- Lea Coen, interpretata da Valentina Romani. È la nuova vice ispettrice trasferitasi da Roma.
- Alfredo Marinetti, interpretato da Fabrizio Ferracane. È il diretto superiore di Gerri, con il quale ha lavorato in passato a Catanzaro.
- Claudia Marinetti, interpretata da Roberta Caronia. È la moglie di Alfredo, ha molto a cuore Gerri e la sua storia.
- Roberto Calandrini, interpretato da Lorenzo Adorni. Collega di Gerri con il quale si pizzicano ad ogni occasione.
- Elia Locascio, interpretato da Lorenzo Aloi. Collega di Gerri, innamorato della collega Nina Rotini.
- Beatrice Palmieri, interpretata da Cristina Pellegrino. È la dirigente della Scientifica ed è l’ex moglie di Luigi Castellana.
- Luigi Castellana, interpretato da Tony Laudadio. È il medico legale ed è l’ex marito di Beatrice Palmieri.
- Annalisa Righi, interpretata da Cristina Cappelli. Collega della Polizia Postale.
- Nina Rotini, interpretata da Beatrice Bruschi. È una giovane agente, uccisa durante una indagine personale.
- Antonietta, interpretata da Mimma Lovoi. È la proprietaria del bar dove Gerri è habitué.
- PM Maddalena Crovace, interpretata da Carlotta Natoli.
- Santeramo, interpretato da Massimo Wertmüller. È il capo della Squadra Mobile di Trani.
- Giovanna Aquarica, interpretata da Irene Ferri. È il vicequestore dell'ufficio minori della Questura di Napoli nonché ex moglie di Alfredo Marinetti.

## Produzione
La serie è prodotta da Cattleya in collaborazione con Rai Fiction, con il Ministero della Cultura–Direzione generale Cinema e audiovisivo e con il supporto di Regione Puglia, Fondazione Apulia Film Commission e Puglia Promozione.. Le riprese esterne sono state effettuate a Trani, Barletta, Bisceglie e Molfetta.

## Distribuzione
La serie è stata trasmessa su Rai 1 dal 5 al 26 maggio 2025. La prima puntata è stata distribuita in anteprima su RaiPlay il 4 maggio 2025.